# Zieridium
Zieridium é um género botânico pertencente à família Rutaceae.